# Ф
Ф, ф は、キリル文字のひとつ。ギリシア文字の Φ（ファイ）に由来する。

## 呼称
- ロシア語: эф（エフ）
- ウクライナ語：エフ
- ブルガリア語: фъ（フ）
- キルギス語：エフ

## 音素
原則として /f/ を表す。
- モンゴル語では /p/ になりやすい。

## アルファベット上の位置
ロシア語の第 22 字母、ベラルーシ語の第 23 字母、ウクライナ語・セルビア語の第 25 字母、ブルガリア語の第 21 字母、マケドニア語の第 26 字母である。

## Фに関わる諸事項
- 語によってはギリシア文字の Θ（シータ）からキリル文字の Ѳ（フィタ）になり、後に Ф に統合したものがある。これについては Ѳ を参照。

## 符号位置
| 大文字 | Unicode | JIS X 0213 | 文字参照        | 小文字 | Unicode | JIS X 0213 | 文字参照        | 備考 |
| ------ | ------- | ---------- | --------------- | ------ | ------- | ---------- | --------------- | ---- |
| Ф      | U+0424  | 1-7-22     | &#x424; &#1060; | ф      | U+0444  | 1-7-70     | &#x444; &#1092; |      |